# Lista de freguesias extintas do Distrito de Beja
Estão aqui maioritariamente as freguesias que foram extintas no século XIX ou 1910 e todas em 2013. 

## Século XIX ou em 1910

### Alvito
- Torrão, actualmente parte de Alcácer do Sal

### Barrancos
- Nossa Senhora do Desterro
- Noudar

### Beja
- São Pedro de Pomares

### Cuba
- Albergaria dos Fusos

### Ferreira do Alentejo
- Vilas Boas

### Mértola
- Via Glória

### Moura
- Coroada
- Estrela
- Montalvo (Moura)

### Serpa
- Orada
- Santa Ana
- Santa Iria
- Santo António-o-Velho
- Santo Estêvão
- São Brás

### Vidigueira
- Marmelar (Vidigueira)

## Em 2013

### Aljustrel
- Aljustrel
- Rio de Moinho

### Almodôvar
- Almodôvar
- Gomes Aires
- Santa Clara-a-Nova
- Senhora da Graça de Padrões

### Beja
- Albernoa
- Mombeja
- Quintos
- Salvada
- Salvador (Beja)
- Santa Maria da Feira (Beja)
- Santa Vitória (Beja)
- Santiago Maior (Beja)
- São Brissos (Beja)
- São João Batista (Beja)
- Trigaches
- Trindade

### Castro Verde
- Castro Verde
- Casével
- São Marcos